# آنلی آکرمن
آنلی آکرمن (استونیایی: Annely Akkermann؛ زادهٔ ۵ اکتبر ۱۹۷۲) سیاستمدار و نماینده مجلس اهل استونی است.